# (18887) Yiliuchen
(18887) Yiliuchen (2000 AP181) – planetoida z grupy pasa głównego asteroid okrążająca Słońce w ciągu 3,5 lat w średniej odległości 2,3 j.a. Odkryta 7 stycznia 2000 roku.